# Grube Friedrich Wilhelm (Huf)
Die Grube Friedrich Wilhelm war ein Eisenerzbergwerk bei Huf, Ortsgemeinde Horhausen am Hufer Berg im Landkreis Altenkirchen in Rheinland-Pfalz.

## Geschichte
1771 wurde das Bergwerk erstmals erwähnt. Der Erzabbau der Grube wird wahrscheinlich aber schon älter sein. 1815 erhielt die Grube unter preußischer Verwaltung nach dem deutschen König Friedrich Wilhelm ihren Namen. 1817 wurde der 55 m Teufe einbringende Obere Stollen, auch Kameralstollen genannt, angehauen. Zwischen 1818 und 1832 wurde der Tiefer Friedrich Wilhelmstollen mit 21 cm Vortrieb pro Tag angelegt. Mit 930 m Länge brachte er 42 m Teufe ein. Bis 1894 wurde er genutzt.
Ab 1832 ist die Förderung von Spat-, Brauneisenstein und Kupfererz nachgewiesen. Zwei Jahre später wurden eine Gestängebahn, ein Messhaus, eine Scheidkaue und ein Zechenhaus errichtet. 1860 wurden 875 t Brauneisenstein gefördert. In den Jahren 1861 bis 1863 fand keine Erzförderung statt. 1865 ging die Grube wie andere in der Region an Krupp. Ab 1869 wurde Tiefbau betrieben. 1883 wurden 8114 t Eisenstein gefördert, 1884 waren es 4275 t Spateisenstein und 1913 t Brauneisenstein. 1885 erreichte der Schacht 224 m Teufe, bei 20, 40, 60, 80, 110 und 125 m unterhalb des Tiefen Stollens wurde Tiefbausohlen angelegt. Ausgerüstet wurde er mit einer Dampfmaschine mit 20 PS zur Förderung und einer mit 16 PS zur Wasserhaltung. Das Wasser wurde auf das Niveau des Tiefen Stollens gehoben und konnte über diesen ablaufen. Bis zur Stilllegung der Grube 1891 wurden insgesamt 192.796 t Eisenerz gefördert.
Das Gangmittel war 110 m lang und bis zu 6 m mächtig, im Durchschnitt 3 bis 4 m. Ausgefüllt war es mit qualitativ hochwertigem Brauneisenstein bis in 170 m Teufe, ab dann bestand es fast ausschließlich aus Spateisenstein.